# Saubara
Saubara là một đô thị thuộc bang Bahia, Brasil. Đô thị này có diện tích 158,933 km², dân số năm 2007 là 11781 người, mật độ 74,1 người/km².